# Anna Cavazzini
Anna Katrin Cavazzini (Schlüchtern, 12 dicembre 1982) è una politica tedesca.
Iscritta al partito ambientalista Alleanza 90/I Verdi è parlamentare europea dal 2019 e presidente della Commissione per il mercato interno e la protezione dei consumatori del Parlamento europeo dal 2020.

## Carriera
Cresciuta in Assia, si ha studiato Studi europei all'Università della tecnologia di Chemnitz. Ha poi conseguito un master in relazioni internazionali all'Università libera di Berlino e all'Università Humboldt di Berlino nel 2009.
Dal 2009 al 2014 ha lavorato nello staff dell'europarlamentare Ska Keller. Nel 2014 ha lavorato come consulente al Ministero federale degli affari esteri. Durante il suo lavoro al ministero degli esteri, ha lavorato un anno presso le Nazioni Unite a New York, facendo anche da consigliera al Presidente dell'Assemblea generale delle Nazioni Unite Mogens Lykketoft tra il 2015 e il 2016.
Alle elezioni europee del 2019 è eletta al Parlamento europeo, entrando prima nella commissione per il commercio internazionale e poi nella commissione per il mercato interno e la protezione dei consumatori di cui viene eletta Presidente il 26 ottobre 2020.